# Bamenkombo
Bamenkombo est une localité du Cameroun située dans la région de l'Ouest et le département des Bamboutos. Elle fait partie de la commune de Mbouda. L'altitude y est de 1 275 mètres. 

## Population
Lors du recensement de 2005, la ville de Bamenkombo comptait 9 736 habitants.

## Quartiers
Le groupement de Bamenkombo est constitué de 22 villages, chefferies traditionnelles de 3e degré : Balaloum, Baloum, Bamefap, Bametieun, Batchepa, Batsada, Batsela, Dsemmegueme, Dzemtet-Djim, King-Place, Mathé, Mbatap, Mogatso, Mansap, Nzemtsa, Siguem, Tcheusso 1, Tcheusso 2, Tcheusso 3, Tcheutsa, Tendjing, Tousso.